# Hermacha capensis
Hermacha capensis là một loài nhện trong họ Nemesiidae.
Hermacha capensis được miêu tả năm 1871 bởi Ausserer.